# 佩德罗·路易斯·拉索
佩德罗·路易斯·拉索（西班牙語：Pedro Luis Lazo，1973年4月15日—），古巴棒球运动员。他曾代表古巴国家队参加1996年、2000年、2004年和2008年夏季奥林匹克运动会棒球比赛，获得二枚金牌和二枚银牌。